# هاروکا هیاشیتا
هاروکا هیاشیتا (انگلیسی: Haruka Miyashita؛ زادهٔ ۱ سپتامبر ۱۹۹۴) بازیکن والیبال زن اهل ژاپن است.